# シュトルツ＝チェザロの定理
シュトルツ＝チェザロの定理（シュトルツ＝チェザロのていり、英: Stolz–Cesàro theorem）とは、数学における数列の収束性を証明するための定理である。定理の名前はオーストリアの数学者オットー・シュトルツとイタリアの数学者エルネスト・チェザロに因む。単にシュトルツの定理といわれることもある。
シュトルツ＝チェザロの定理はチェザロ和あるいはチェザロ平均の一般化とみなすことができる。また、ロピタルの定理の数列版と考えることもできる。

## 定理
{\displaystyle \{a_{n}\}_{n\geq 1}} と {\displaystyle \{b_{n}\}_{n\geq 1}} を実数の数列とする。{\displaystyle b_{n}} が狭義単調増加（または狭義単調減少）で非有界であり、極限
{\displaystyle \lim _{n\to \infty }{\frac {a_{n+1}-a_{n}}{b_{n+1}-b_{n}}}=\ell }
が存在すれば、
{\displaystyle \lim _{n\to \infty }{\frac {a_{n}}{b_{n}}}=\ell }
である。

## 証明
{\displaystyle {\frac {a_{k+1}-a_{k}}{b_{k+1}-b_{k}}}-\ell =\eta _{k}}と書く。{\displaystyle \lim _{n\to \infty }{\frac {a_{n+1}-a_{n}}{b_{n+1}-b_{n}}}=\ell } が存在すると仮定しているので、任意の {\displaystyle \varepsilon >0} に対して、ある N が存在して、k > N ならば、
{\displaystyle \left|{\frac {a_{k+1}-a_{k}}{b_{k+1}-b_{k}}}-\ell \right|=|\eta _{k}|<\varepsilon }
となる。
さて、任意の k に対し、
{\displaystyle a_{k}-a_{k-1}=(b_{k}-b_{k-1})(\ell +\eta _{k})\!}
である。 ここで {\displaystyle n\gg N\!} とすると、{\displaystyle a_{n}-a_{N}} は、上式を k について N + 1 から n まで足し合わせることにより、
{\displaystyle a_{n}-a_{N}=(b_{n}-b_{N})\,\ell +\sum _{k=N+1}^{n}(b_{k}-b_{k-1})\,\eta _{k}}
と書ける。さらに {\displaystyle a_{N}} を移項して両辺を {\displaystyle {b_{n}}} で割ることによって次式を得る。
{\displaystyle {\frac {a_{n}}{b_{n}}}={\frac {a_{N}}{b_{n}}}+\left(1-{\frac {b_{N}}{b_{n}}}\right)\ell +\sum _{k=N+1}^{n}{\frac {b_{k}-b_{k-1}}{b_{n}}}\,\eta _{k}\cdots \cdots (2)}
数列 {\displaystyle (b_{n})\!} は非有界に狭義単調増加(減少)するので、この右辺の第1項は 0 に収束する。また第2項は {\displaystyle \ell } に収束する。第3項が0に収束することは以下の関係により示せる。
{\displaystyle \left|\sum _{k=N+1}^{n}{\frac {b_{k}-b_{k-1}}{b_{n}}}\,\eta _{k}\right|\leq \sum _{k=N+1}^{n}{\frac {b_{k}-b_{k-1}}{b_{n}}}\,|\eta _{k}|}
{\displaystyle <{\frac {1}{b_{n}}}\sum _{k=N+1}^{n}(b_{k}-b_{k-1})\,\varepsilon <\left(1-{\frac {b_{N}}{b_{n}}}\right)\varepsilon \leq \varepsilon }
したがって、(2)式、すなわち数列の比は {\displaystyle \ell } に収束する。

## 非可逆性
この定理、すなわち「数列の差分の比の極限が存在する⇒その数列の比の極限が存在する」の逆は真であるとは限らない。例えば、二つの数列、
{\displaystyle \{a_{n}\}=\{10,10,100,100,1000,1000,\dots \},}
{\displaystyle \{b_{n}\}=\{10,11,100,101,1000,1001,\dots \}}
に対して、
{\displaystyle \lim _{n\to \infty }{\frac {a_{n}}{b_{n}}}=1}
であるが、
{\displaystyle \varliminf _{n\to \infty }{\frac {a_{n}-a_{n-1}}{b_{n}-b_{n-1}}}=0,\quad \varlimsup _{n\to \infty }{\frac {a_{n}-a_{n-1}}{b_{n}-b_{n-1}}}=1}
となるので、数列
{\displaystyle {\frac {a_{n}-a_{n-1}}{b_{n}-b_{n-1}}}}
の極限値は存在しない。

## 一般化
二つの数列 {\displaystyle a_{n}=\sum _{k=1}^{n}r_{k}} と {\displaystyle b_{n}=\sum _{k=1}^{n}d_{k}} が {\displaystyle \{r_{n}\}\!} と {\displaystyle \{d_{n}\}\!} で規定されるとする。ここで、
- {\displaystyle d_{n}={\frac {1}{n}}} は調和数列
- 各数列の要素が正の有限値、あるいは、各数列は増加的
- {\displaystyle \{b_{n}\}\!} が単調増加

であるとき、極限、
{\displaystyle \lim _{n\to \infty }{\frac {r_{n}}{d_{n}}}={\frac {a_{n}-a_{n-1}}{b_{n}-b_{n-1}}}=\ell }
が存在すれば、
{\displaystyle \lim _{n\to \infty }{\frac {\sum _{k=1}^{n}r_{k}}{\sum _{k=1}^{n}d_{k}}}=\lim _{n\to \infty }{\frac {a_{n}}{b_{n}}}=\ell }
である。